# Zgornji Velovlek
Zgornji Velovlek is een plaats in Slovenië en maakt deel uit van de gemeente Destrnik in de NUTS-3-regio Podravska. De plaats telde 95 inwoners op 1 januari 2020.